# Oberweiler im Tal
Oberweiler im Tal ist eine Ortsgemeinde im Landkreis Kusel in Rheinland-Pfalz. Sie gehört der Verbandsgemeinde Lauterecken-Wolfstein an. Im Süden auf der Gemarkungsgrenze zu Eßweiler liegt die Ruine der um 1300 errichteten Sprengelburg.

## Geographie
Der Ort liegt im Talbachtal zwischen dem Königberg (im Osten), dem Bornberg (im Südwesten) und dem Herrmannsberg (im Westen) im Nordpfälzer Bergland. Im Norden befindet sich Hinzweiler und südlich liegt Eßweiler.

## Geschichte
Oberweiler wurde im Jahr 1290 erstmals urkundlich erwähnt. Der Ort gehörte zum Verwaltungskomplex Eßweiler Tal. Um 1300 wurde im Süden auf einem Ausläufer des Königsberges  die Sprengelburg errichtet. Burgherren waren die Ritter von Mülenstein, Lehnsmänner der Wildgrafen.
Den Rittern von Mülenstein gehörte auch der Hof Neideck, der um 1400 erstmals als hof zu Nydeckin erwähnt wurde. Er soll im Bornberg zwischen Graulsdell und Zährenberg gelegen sein. 1595 war der Hof laut Johannes Hofmann nicht mehr bewirtschaftet und zerfallen. In einer Karte von 1843 war Neideck als Kratzerhof (vielleicht nach den Grafen Kratz von Scharfenstein, Nachfolger der Mülensteiner bei der Verwaltung des Eßweiler Tales) eingetragen, nördlich davon eine Gewanne Hofstatt. Möglicherweise war dieses Hofgut burgähnlich befestigt.
1595 kam Oberweiler mit dem gesamten Eßweiler Tal zum Herzogtum Pfalz-Zweibrücken. 1755 wechselte es wieder zu den Wildgrafen.
Nach 1792 wurde das Linke Rheinufer von französischen Revolutionstruppen eingenommen und die Region in die Französische Republik eingegliedert. Von 1798 bis 1814 gehörte Oberweiler zum Kanton Wolfstein im Département du Mont-Tonnerre (Donnersberg). Von 1816 bis zum Ende des Ersten Weltkrieges zum Königreich Bayern, danach zum Freistaat Bayern. Seit 1946 gehört Oberweiler im Tal zu Rheinland-Pfalz. Mit der Bildung der Verbandsgemeinde Wolfstein zum 1. Januar 1972 wurde die für Oberweiler im Tal zuständige Bürgermeisterei Eßweiler aufgelöst. Seit 2014 gehört die Gemeinde der Verbandsgemeinde Lauterecken-Wolfstein an.
Zwischen 1700 und 1789 wurde auf der Gemarkung Quecksilber abgebaut.
Im Jahr 1609 wurden in Oberweiler 135 Einwohner gezählt, 1802 waren es 229.
Bevölkerungsentwicklung
Die weitere Entwicklung der Einwohnerzahl der Gemeinde Oberweiler im Tal, die Werte von 1871 bis 1987 beruhen auf Volkszählungen:
| Jahr | Einwohner |
| ---- | --------- |
| 1815 | 273       |
| 1835 | 351       |
| 1871 | 348       |
| 1905 | 312       |
| 1939 | 248       |
| 1950 | 280       |
| 1961 | 240       |

| Jahr | Einwohner |
| ---- | --------- |
| 1970 | 244       |
| 1987 | 223       |
| 1997 | 187       |
| 2005 | 155       |
| 2011 | 165       |
| 2017 | 158       |
| 2023 | 160       |

## Politik

### Bürgermeister
Frank Christoffel wurde 2024 Ortsbürgermeister von Oberweiler.
Sein Vorgänger war seit 2014 Harry Kelemen, der als Nachfolger des überraschend verstorbenen Emil Ginkel dieses Amt bereits von 1991 bis 1993 ausgeübt hatte. Weil bei der Direktwahl am 26. Mai 2019 kein Bewerber angetreten war, erfolgte die anstehende Wahl des Bürgermeisters gemäß Gemeindeordnung durch den Rat. Dieser bestätigte am 28. Juni 2019 Harry Kelemen für weitere fünf Jahre in seinem Amt.

### Wappen
| Wappen von Oberweiler im Tal | Blasonierung: „Unter goldrotem Zickzackschildhaupt in Gold, über einer wachsenden roten Zinnenburg mit rotem Zinnenturm eine rote Geißel.“ |
| Wappen von Oberweiler im Tal | Das Wappen wurde 1983 durch die Bezirksregierung von Rheinhessen-Pfalz genehmigt.                                                          |

## Wirtschaft und Infrastruktur
Durch den Ort führt die Landesstraße 372. Im Osten verläuft die Bundesstraße 270. Auf dem Reckweilerhof ist der nächstgelegene Bahnhof der Lautertalbahn.